# Cyrille Rose
Pour les articles homonymes, voir Rose.
Chrysogone Cyrille Rose, né le 13 février 1830 à Lestrem et mort le 24 juin 1902 à Meaux, est un clarinettiste et compositeur français, professeur au Conservatoire de Paris.

## Biographie
Fils de Jean-Baptiste Joseph Rose et Joséphine Mélanie Haverbecque, tailleurs d'habits à Lestrem, le jeune Cyrille apprend l'art musical très jeune. Il est cité comme un des membres fondateurs de la société philharmonique de Lestrem avec ses frères Édouard et Charles à l'âge de 11 ans. 
Arrivé en novembre 1844 à Paris et reconnu comme le meilleur élève de Hyacinthe Klosé, il obtient en 1847 le premier prix de clarinette du conservatoire national supérieur de musique de Paris.
Il est embauché dès 1845 comme exécutant au Théâtre-français puis il joue pendant 10 ans dans divers théâtres parisiens, au théâtre de la Gaité, à l'orchestre du  Cirque équestre et à la musique de la 11ème légion de la Garde Nationale. De 1857 à 1887, il  est membre de l'orchestre de la Société des concerts du Conservatoire. Il y joue comme soliste le 13 mars 1870 dans le 2e concerto pour clarinette de Carl Maria von Weber. 
Il est nommé première clarinette de l'orchestre de l'Opéra national de Paris de 1857 à 1891.
Il collabore régulièrement avec les  compositeurs, comme Charles Gounod ou Jules Massenet, sur les capacités techniques de la  clarinette qui a évolué grâce au système Boehm, qui permet de jouer avec facilité et élégance les passages chromatiques grâce aux différents doigtés disponibles. 
Nommé professeur adjoint depuis 1876, il remplace Adolphe  Leroy comme professeur titulaire de clarinette le 1er octobre 1880 au Conservatoire de Paris.  
Il est le dédicataire de plusieurs morceaux de solo de concours écrits pour le conservatoire par des compositeurs: Première fantaisie (1897) de Georges Marty, Introduction et rondo Op.72 (1898) de Charles-Marie Widor, Fantaisie (1900) de Augusta Holmès.
Nombre de ses élèves ont eu une grande carrière comme Prosper Mimart, Henri Paradis, Henri et Alexandre Selmer, Paul Jeanjean, Louis Cahuzac, Henri Lefèbvre dont certains ont été également les premiers clarinettistes à avoir enregistré en tant que solistes (Henri Paradis qui obtint son 1er prix la même année que Henri Chaussier, Ernest Picard, René Verney...). Sa classe au conservatoire est reconnue comme la classe modèle. Un de ses élèves espagnols Manuel Gómez a fait une grande carrière à Londres. 
Il est reconnu pour avoir enseigné le phrasé musical auprès de ses élèves, caractéristique importante de l'école française de la clarinette, à une époque où la clarinette était essentiellement utilisée dans la musique militaire. 
Il prend sa retraite en 1900. Il décède à Meaux le 24 juin 1902.

## Distinctions
Il reçoit les décorations d'officier d’académie en 1881, d'officier de l’instruction publique en 1894 et de chevalier de la Légion d’honneur en 1900. 

## Travaux pédagogiques
Ses travaux pédagogiques sont encore de nos jours très utilisés pour l'apprentissage des clarinettistes. Il a notamment été adapté pour le livret des 40 études des études techniques et expressives des grands maîtres du violon des XVIIIe et XIXe siècles, aux contraintes mécaniques et aussi physiologiques du jeu de la clarinette. 
- 20 grandes études pour la clarinette,
- 26 études pour clarinette, choisies dans les œuvres de Mazas et Kreutzer arrangées pour clarinette,

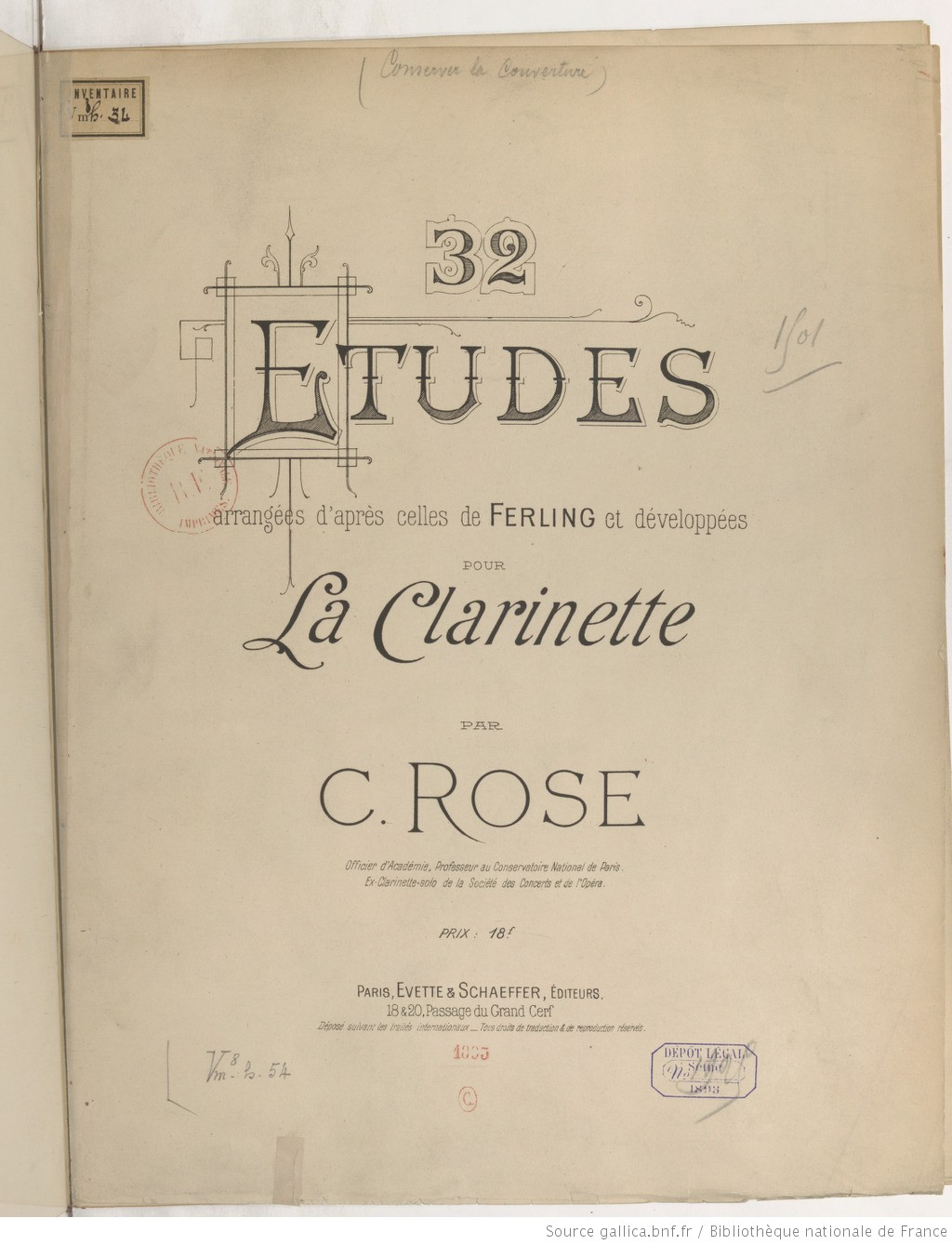
32 études de Cyrille Rose d'après celles de Ferling (1893)

- 32 études arrangées d'après celles de Franz Wilhelm Ferling et développées pour la clarinette[6],
- 40 études pour clarinette solo,
- Elegy.